# Заза Джугашвілі
Заза Джугашвілі (груз. ზაზა ჯუღაშვილი, рос. Заза Джугашвили; нар. 1780[джерело?] — 1847[джерело?]) Прадід Йосипа Сталіна по батькові, селянин.

## Біографія
Відомості про біографію прадіда Йосипа Сталіна по батьківській лінії Зази Джугашвілі уривчасті та суперечливі. Вони засновані переважно на «спогадах» людей часів правління Йосипа Сталіна (понад 100 років після життя Зази Джугашвілі) і не базуються на жодних джерелах.
За спогадами А. М. Ціхітатрішвілі[джерело?], Заза Джугашвілі жив у селі Ананурі і був кріпаком принца Маккабеля. Брав участь у селянському повстанні, після придушення якого було заарештовано 10 селян, одним із яких був сам Заза Джугашвілі. Георгій Елісабедашвілі, який знав Сталіна з дитинства, пояснив, що арешт Зази відбувся в 1805 році, після чого його помістили в замок Метехі. Цей спогад підтверджується збереженим документом під назвою «Свідчення меретинського священика Йосипа Пурцеладзе коменданту міста Горі, рейхмайору, 8 грудня 1805 року». У цьому документі прізвище Джугашвілі записане як «Джука-швілі» (через дефіс), з чого деякі дослідники роблять висновок про осетинське походження Зази Джугашвілі, виводячи його з осетинського роду: «Дзукац — Дзукаевс — Дзукашвили — Дзука-Швили. "[джерело?]
Далі Ціхітатрішвілі пояснює, що Зазі вдалося втекти з в'язниці, після чого він знайшов притулок у районі Горі[джерело?], де став підданим еріставських князів. Саймон Себаг Монтефіоре у своїй книзі «Молодий Сталін» наводить малоймовірну версію (знову ж таки з посиланнями на щоденники) — на його думку, Заза Джугашвілі походила з села Гері і в 1804 році приєдналася до повстання, організованого князем Елізбар Еріставі проти правління Російської імперії на Кавказі. Однак одному з князів на ім'я Елізбар Еріставі на той момент було 66 років, він мирно жив у своєму маєтку в Белоте, писав вірші і не влаштовував повстань. Другий Елізбар Еріставі дійсно був одним з організаторів змови грузинського дворянства проти російського панування, але ця змова відбулася лише в 1832 році, а сам Елізбар Еріставі народився лише в 1810 році (через 6 років після описуваних подій)
Однак, згідно зі спогадами Ціхітатрішвілі, Заза Джугашвілі насправді організував повстання серед селян еріставських князів[джерело?] (можливо, неправильне тлумачення цього епізоду є джерелом помилки Себага Монтефіоре). Потім він був змушений тікати до Гаріставі, де деякий час переховувався, працюючи пастухом. Його впізнали, знову змусили тікати і переселили в село Діді-Ліло під Тифлісом - мабуть, жителі села Гері, де вони жили, звернулися до молодого принца Маккабели, який незадовго до цього втік з перського полону. і був відомий своєю добротою, щоб переселити їх «кудись до Кахетії», що він і зробив[джерело?].